# Кишин (Болгарія)
Киши́н (болг. Къшин) — село в Плевенській області Болгарії. Входить до складу общини Плевен.

## Населення
За даними перепису населення 2011 року у селі проживали 312 осіб, усі — болгари.
Розподіл населення за віком у 2011 році:
Динаміка населення: